# Сан-Грегорио-Маньо (коммуна)
Сан-Грегорио-Маньо (итал. San Gregorio Magno) — коммуна в Италии, располагается в регионе Кампания, в провинции Салерно.
Население составляет 4533 человека (2008 г.), плотность населения составляет 93 чел./км². Занимает площадь 49 км². Почтовый индекс — 84020. Телефонный код — 0828.
Покровителем коммуны почитается святой Григорий I (папа римский), празднование 3 сентября.

## Демография
Динамика населения:

## Администрация коммуны
- Официальный сайт: http://www.sangregoriomagno.com/